# Sunbury-on-Thames
Sunbury-on-Thames, también conocido simplemente como Sunbury, es una localidad suburbana del municipio de Surrey en Spelthorne (históricamente conocido como Middlesex), Inglaterra. Sunbury se encuentra justo afuera de los límites de Gran Londres, aunque sí está dentro del Área Urbana de Gran Londres, aproximadamente a unos 20 a 23 kilómetros de Charing Cross, y es, por lo tanto, una localidad mayormente urbana.
La ciudad tiene dos puntos focales principales: "Lower Sunbury" (conocido localmente como Sunbury Village) es la parte más antigua, junto al río. "Sunbury Common" (conocido localmente como Sunbury Cross) está al norte y rodea la estación de tren y el extremo londinense de la autopista M3. En Lower Sunbury se sitúan la mayor parte de los parques del pueblo, clubes y parcelas. Allí se ubica también el Kempton Park Racecourse, un hipódromo. Por su parte, en Sunbury Cross hay un gran centro comercial, si bien la mayoría de las tiendas y pubs están dispersos por ambos núcleos de población. Cerca de Sunbury Park se encuentra un jardín cerrado que cuenta con una gran colección de tapices milenarios en su galería de arte/café. Gran parte de las propiedades sobre el río en Sunbury son privadas, entre las que se cuentan Wheatley's Ait y Sunbury Court Island.
Sunbury está rodeado por otros pueblos suburbanos, con Feltham al nornoreste (en el Municipio de Hounslow), Hampton al este (en el municipio de Richmond upon Thames), Ashford al oeste-noroeste, Molesey al este-sureste, Shepperton al suroeste, y Walton on thames al sursudoeste. Sunbury limita con el río Támesis en su flanco sur.

## Historia

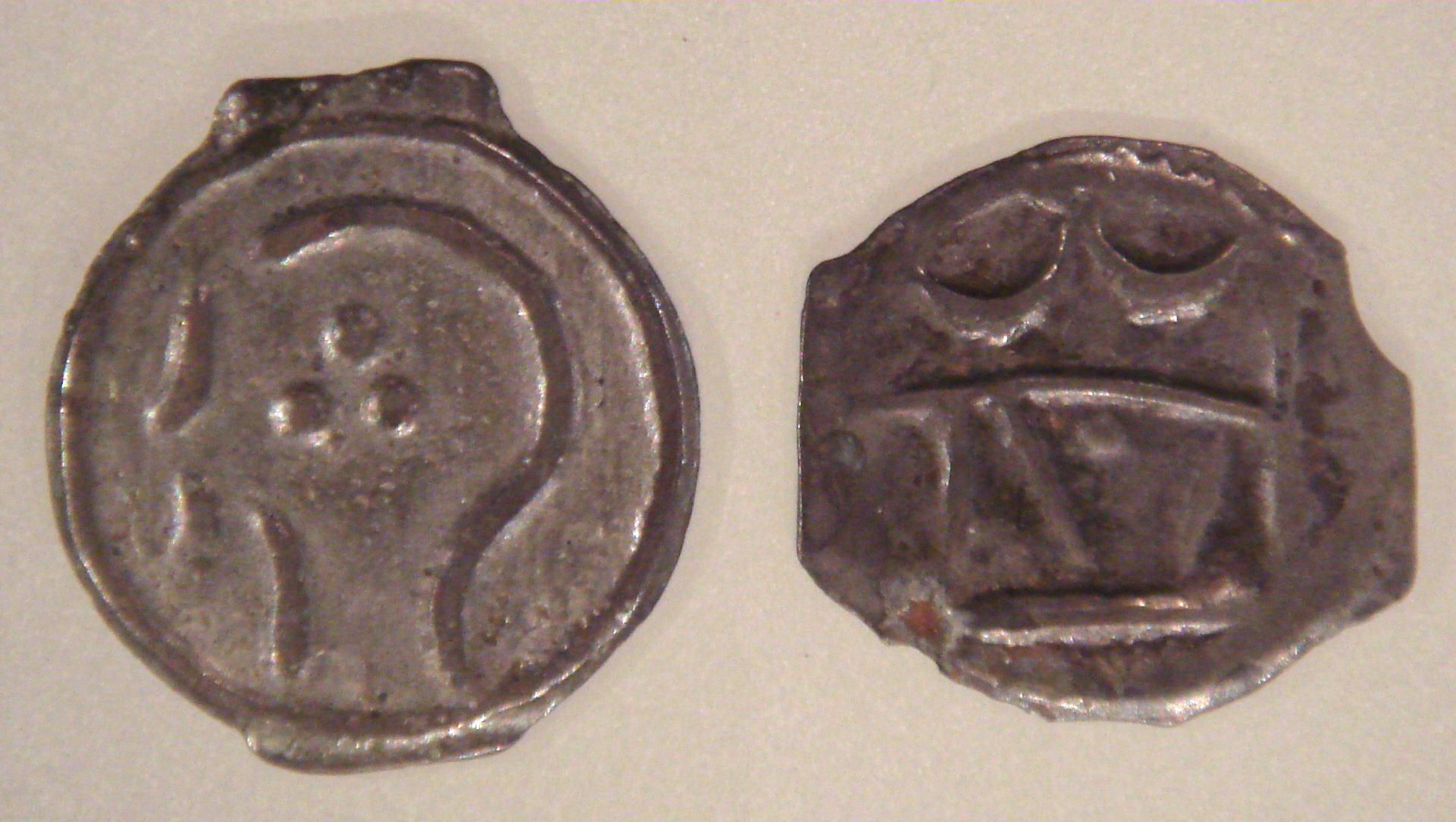
Moneda de las reservas de Sunbury, con un diseño que proviene de las monedas griegas de Marsella, con una cabeza de Apollo estilizada y un toro, 100-50 AC.

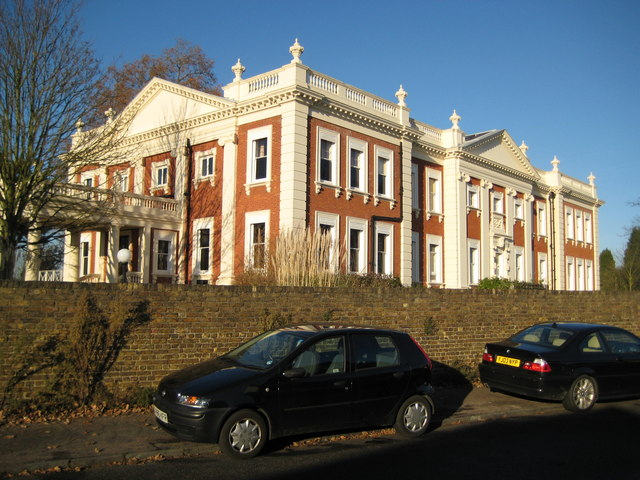
Sunbury Court Conference Centre, construida en 1723

La evidencia más antigua de asentamientos humanos en Sunbury fue el descubrimiento de urnas funerarias de la edad de bronce en el lugar que datan del siglo X a. C.. Es mencionada en la Constitución de Sunbury en el año 962. Muchos años después, la llegada de los hugonotes franceses dio su nombre a French Street (Calle Francesa).
Sunbury figuraba en el mapa Domesday de Middlesex en el Libro Domesday de 1806 como Suneberie. Sus posesiones en el Domesday figuraban de la siguiente manera: siete hides. Tenía cinco arados, prado para seis arados y pasto para ganado. Tenía alrededor de 22 hogares, incluido un sacerdote e incluía la mansión de Kempton, Kynaston, Chennes[-ton]/[-tone], Kenton o Kenyngton, enumerados por separado. La mansión pagaba seis libras esterlinas al año a los señores del sistema feudal. El de Kempton rindió 4 libras.
La historia de Sunbury es contada en parte por sus edificios antiguos, en particular la riqueza y la conexión con su iglesia y mansiones construidas durante el periodo georgiano, el siglo XVIII.
El Rev. Gilbert White describió a Sunbury en su obra La Historia Natural de Selborne, carta xii, 4 de noviembre de 1767 como "una de esas agradables aldeas sobre el Támesis, cerca de Hampton Court".
En 1889 un grupo de estrellas musicales se reunieron en el Hotel Magpie en Bajo Sunbury para formar la Gran Orden de las Ratas Acuáticas. El pub fue nombrado en honor al caballo de uno de los músicos, mientras que la Gran Orden recibió su nombre porque el Magpie (en español, urraca, un pony de Richard Thornton, el dueño del salón de música) había sido descrito como una rata acuática ahogada. El Three Fishes en la calle Green es uno de los pubs más antiguos en Surrey, aunque data del siglo XVI.
En el siglo veinte, las perrerras cerca de Sunbury Cross en el pueblo fueron utilizadas para carreras de galgos en los desaparicidos estadios de Wandsworth, Charlton y Park Royal.
Sunbury-on-Thames se encuentra en el condado histórico de Middlesex, formando el Distrito Urbano de Sunbury-on-Thames a partir de 1894. En 1965 gran parte de Middlesex fue absorbida en el Gran Londres. Sin embargo, el Distrito Urbano de Sunbury-on-Thames fue transferido a Surrey. El Royal Mail no adoptó el cambio en 1965 y el condado postal continuó siendo Middlesex; aunque los condados postales no son utilizados oficialmente en la actualidad. En 1974 el distrito urbano fue abolido y desde entonces ha formado parte del municipio de Spelthorne.

## Topografía y localidades

Mapa de Sunbury

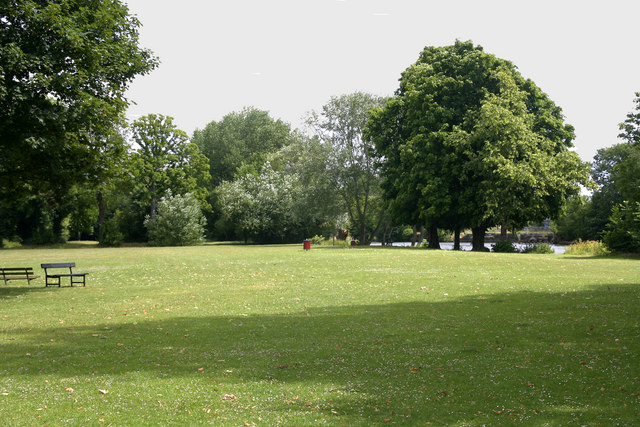
La isla parque - isla Rivermead

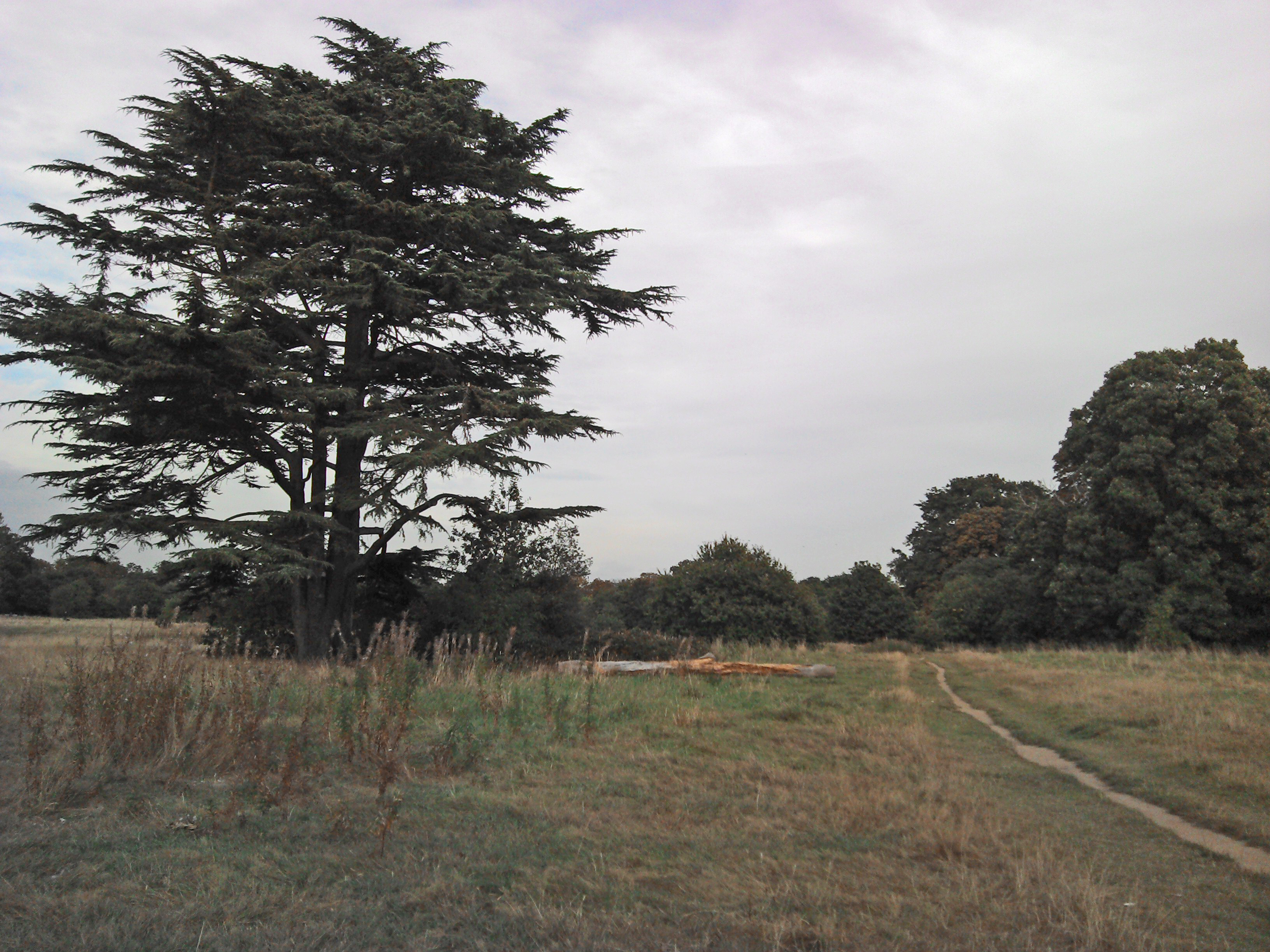
Vista de Sunbury Park

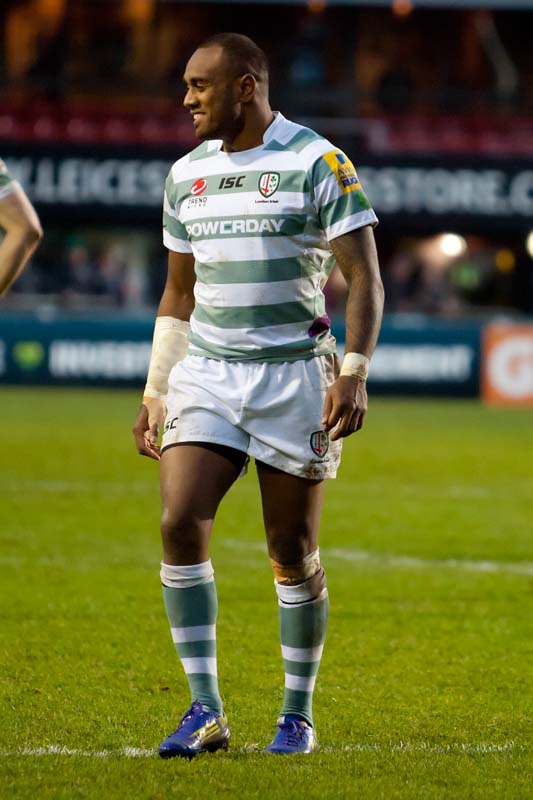
La academia de entrenamiento de London Irish se encuentra en el pueblo

### Bajo Sunbury
Bajo Sunbury, coloquialmente también conocida como Sunbury village (en español, aldea Sunbury), es una zona que está sobre el río Támesis y forma la parte sur del pueblo. Esta área es uniformemente residencial suburbana en incluye la mayoría de las escuelas de Sunbury. Al suroeste de allí, parcialmente dentro del área del código postal de Sunbury y parcialmente en el área de Shepperton están partes del Cinturón Verde Metropolitano, incluyendo a cuatro granjas, un campo de golf, un centro de entrenamiento de rugby y el parque Upper Halliford. En Bajo Sunbury está el centro médico del pueblo. Aunque las canchas de fútbol y tenis están en ambos lados del pueblo, hay más equipos deportivos locaes en la frontera entre Sunbury y Feltham que en Bajo Sunbury. El Parque Sunbury, un parque que cuenta con ciclovías y senderos para pasear perros, y un parque lineal delimitado por árboles, el Parque Hawke, están en Bajo Sunbury.
El pueblo ha sido la sede del club de rugby London Irish desde 1932, aunque desde 2001 su equipo de primera división ha jugado en el Estadio Madejski en Reading. Sin embargo, cientos de niños, jóvenes y adultos se dan lugar en el club cada fin de semana en Sunbury durante la temporada de rugby. A un par de cientos de metros al este de Sunbury Cross se encuentra el Kempton Park Racecourse.
En Bajo Sunbury se encuentra el Sunbury Millennium Embroidery, el cual fue concebido y diseñado en los años 1990 y completado en el año 2000. Desde 2006 su ubicación permanente es el Sunbury Millenium Embroidery Gallery que fue construido para ese propósito, en el bien cuidado jardín cerrado de Sunbury Park. El acceso para los visitantes es gratuito. La inauguración de un café dentro del edificio de la galería, el cual arquitectónicamente parece un barco, ha aumentado el tiempo de ocio que los residentes y visitantes pasan en el lugar, justo al frente de una pintoresca vista del Támesis. El jardín cerrado también alberga conciertos y obras teatrales en los meses de verano.
Cada julio, Bajo Sunbury es el punto de partida de la colorida ceremonia tradicional de swan upping, en la cual dos empresas de transporte marcan los cisnes en todos la parte superior del río Támesis. En agosto, la tradicional Sunbury Amateur Regatta tiene lugar en la sección del río alrededor de la isla Rivermead.
El tamaño de los terrenos en Bajo Sunbury es similar a los de Shepperton, y los precios de las casas son similares a los de Hampton. Un área de conservación dentro de Sunbury village ha sido reconocida recientemente y cubre la calle Támesis, reflejando sus edificios históricos, numerosos pubs, restaurantes y una sección no construida de la ribera del río Támesis en parkland que lleva hasta una iglesia. Existe una pradera cerca de la modesta concentración de tiendas en donde se celebran Carols, y mercado ambulante abre sus puertas en agosto como celebración del fin de la regata.

## Sunbury Common
La parte norte del pueblo es conocida como Sunbury Common, partes del cual aún continúan siendo dominadas por sus cuatro bloques de edificios y dos hoteles, con una composición urbana de uso mixto; también es donde se encuentra los mayores empleadores, incluyendo las oficinas de Siemens, European Asbestos Solutions, Chubb y BP. La autopista M3, con su gran rotonda en Sunbury Cross, divide las dos secciones y es la mitad de Common del pueblo que cuenta con un sector de tiendas moderadamente grande que incluye una tienda deportiva, una joyería, Marks & Spencer, Halfords, Laura Ashley y un Farmfoods. También en esta área, a un costado del camino principal, hay un Tesco Extra. Las partes norte y este de esta área son parte del cinturón verde, y están ocupadas por una pequeña granja y un hábitat natural. Gran parte de esta zona está dentro del Municipio de Hounslow y directamente conectada con el más formal Parque de Hanworth, históricamente parte de Hounslow Heath. Todos forman el SSSI de los Embalses del Parque Kempton. Los caminos y embalses funcionales que llegan hasta Hampton forman el resto de la frontera este del pueblo y una zona de búfer más al sur.
En esta parte del pueblo hay cinco o seis bloques de edificios de gran altura: uno comercial; dos y uno de tamaño medio residencial; y dos hoteles. De igual manera cuenta con parques comerciales/industriales agrupados en los agudos ángulos entre las autopistas M3/A316 (Country Way) y la A308 (Staines Road West). El Centro de Ingeniería e Investigación de BP, ubicado al norte de Sunbury sobre la Casa Meadhurst, anteriormente propiedad de la familia Cadbury, evolución en el centro internacional para negocios y tecnología de BP y es la sede de varias unidades de negocios de BP. Varias otras empresas grandes, entre ellas Chubb Locks, también tiene oficinas en la zona.
En la frontera occidental entre Upper Halliford/Charlton hay partes de la parroquia eclesiástica e histórica de Sunbury, y aunque ya no dentro del pueblo, también se encuentra el Embalse Queen Mary, construido en 1925-31 y es la sede de un club de vela utilizado en forma regular por escuelas y organizaciones juveniles para enseñar deportes de agua.

## Sitios de interés

### Iglesia anglicana
La Iglesia de Santa María fue construida originalmente en el periodo medieval, que es de cuando datan sus cimientos. Fue reconstruida por completo en 1752 por Stephen Wright (Jefe de Obras en Hampton Court Palace); tiene una mueble coral absidal álto (como un domo) con una capilla en el lado sur y extensiones en el costado occidental de los pasillos añadidos en una extensa remodelación diseñada por el arquitecto Samuel Sanders Teulon en 1857. Un solitario monumento a Lady Jane Coke (m. 1761) se encuentra en el centro de la iglesia en sí. La iglesia es un monumento clasificado en la categoría media, Grado II*.

### Corte de Sunbury
La Corte de Sunbury en Bajo Sunbury es la sede del consejo superior del Ejército de Salvación, construida en 1723.

### Mansión Hawke
En Sunbury se encuentra la casa principal, la Mansión Hawke, del Almirante Hawke que llevó a cabo el bloqueo de Rochefort en 1757 y en 1758 dirigió el bloqueo de Brest por seis meses. Partes de la propiedad han sido convertidas en monumentos clasificados, mientras que otras ahora son utilizadas como casas con jardines.

### Bordados milenarios
Su propia galería modernista cuenta con una obra de arte comisionada que domina gran parte de sus paredes, un gran tapiz que conmemora la ascensión de Sunbury al tercer milenio. Fue diseñado por John Stamp y David Brown para que incluya gran parte de los monumentos y lugares importantes de Sunbury, entre ellos la Iglesia de St. Mary, la Mansión del Almirante Hawke y el río. La pieza final está compuesta de muchos bordados, el más largo de los cuales mide 9x3 metros. Tomo cuatro años completarlo y necesitó de la colaboración de más de 140 voluntarios y artistas. La Reina Isabel II visitó el bordado en 2001 y la galería construida para el mismo en 2006.

### Wheatley's Ait
La isla residencial de Sunbury es una de las más largas sobre el río Támesis y está dividida en dos secciones por un dique para tormentas. Está conectada por un puente peatonal. El dique principal, operado y de propiedad de la Agencia Medioambiental conecta el extremo en la sección río abajo de la isla al Sunbury Lock Ait, la cual es casi deshabitada, y se encuentra dentro de los límites de la parroquia moderna de Walton y cuenta con el club de yatch Middle Thames y el Club de Lanchas Motoras

### Sunbury Court Island
Sunbury Court Island, al igual que gran parte del sector de Sunbury sobre el río, es otra isla residencial de propiedad privada, y está conectada con el resto del pueblo por un puente peatonal angosto bien por encima del nivel del río.

## Educación
El pueblo tiene cuatro escuelas primarias, Chennestone Primary School, St Ignatius RC Primary School, Springfield Primary School y Kenyngton Manor School.

### Escuelas secundarias
- St. Paul's Catholic College, escuela católica privada
- Sunbury Manor School, escuela vocacional, una escuela especializada en humanidades
- The Bishop Wand Church of England School, escuela anglicana privada

## Lugares de entretenimiento
- London Irish Rugby Club — Aunque el equipo mayor ahora juega sus partidos en el Estadio Madejski en Reading, el club aún tiene sus oficinas principales y centros de entrenamiento en Sunbury, y los equipos de su academia juvenil y su academia mayor juegan en Sunbury.
- Sunbury Cricket Club
- Sunbury and Walton Hawks Hockey Club
- Kempton Park Racecourse
- Kempton Park Steam Engines en Kempton Park waterworks
- Viajes en barco por el río Támesis
- The Riverside Arts Centre.
- 862 (Sunbury) Air Training Corps
- BTCC competitors[17]
- Virgin Active Health Club
- T.S Black swan (327) Sea Cadet Corp

## Demografía y viviendas
| Output area/ward                         | Detached | Semi-detached | Terraced | Flats and apartments | Caravans/temporary/mobile homes | Shared between households |
| ---------------------------------------- | -------- | ------------- | -------- | -------------------- | ------------------------------- | ------------------------- |
| Sunbury Common                           | 243      | 996           | 1,056    | 864                  | 1                               | 3                         |
| Sunbury Centre and East (Spelthorne 010) | 1,213    | 983           | 388      | 633                  | 2                               | 0                         |
| South-west (Spelthorne 011D)             | 173      | 222           | 101      | 88                   | 26                              | 0                         |
| West (011B)                              | 155      | 98            | 207      | 126                  | 2                               | 0                         |

The average level of accommodation in the region composed of detached houses was 28%, the average that was apartments was 22.6%.
| Output area/ward        | Population | Households | % Owned outright | % Owned with a loan | hectares |
| ----------------------- | ---------- | ---------- | ---------------- | ------------------- | -------- |
| Sunbury Common          | 8,076      | 3,163      | 24.0             | 37.8                | 174      |
| Sunbury Centre and East | 6,798      | 2,831      | 41.9             | 37.8                | 366      |
| South-west (011D)       | 1,580      | 641        | 39.8             | 40.9                | 92       |
| West (Spelthorne 011B)  | 1,587      | 656        | 40.5             | 45.1                | 128      |

La proporción de familias en la localidad que eran dueñas de sus propias viviendas se compara con el promedio regional de 35,1%. La proporción de personas que eran dueñas de sus casas con préstamos se compara al promedio regional de 32,5%. El resto de los habitantes viven en viviendas alquiladas (además de un porcentaje insignificante de personas que viven sin pagar ningún tipo de alquiler).

## Transporte

### Carreteras
- A316, se convierte en el principio de la Autopista M3.
- A308, viaja en dirección de Staines-upon-Thames y Kingston-upon-Thames.
- A244, viaja en dirección de Hounslow y Walton-on-Thames.

### Tren
Cuenta con dos estaciones, Sunbury y Kempton Park

### Aéreo
- El Aeropuerto de Londres-Heathrow de Londres está a cinco millas del centro de Sunbury.

## Servicios de emergencia
Los siguientes servicios de emergencia sirven al pueblo de Sunbury:
- Policía de Surrey (se encontraba dentro de los límites de la Policía Metropolitana hasta el año 2000)
- South East Coast Ambulance Service, formada de laf usión de los servicios de ambulancia de Surrey, Sussex, y Kent.
- Surrey Fire & Rescue Service (bomberos).